# Anne Heche
Pour les articles homonymes, voir Heche.
Anne Heche (/heɪtʃ/), est une actrice, réalisatrice, scénariste et productrice américaine, née le 25 mai 1969 à Aurora (Ohio) et morte le 11 août 2022 à Los Angeles (Californie).

## Biographie

### Jeunesse
Anne Celeste Heche naît le 25 mai 1969 à Aurora dans l'Ohio, aux (États-Unis). Son père, Donald Heche, est organiste, fondateur d'une Église baptiste et chef de chœur. Sa mère, Nancy Prickett (en), est une activiste des thérapies de conversion. Elle est la plus jeune d'une fratrie de cinq enfants : Susan (1957-2006), Cynthia (morte en bas âge), Nate (1965-1983) et Abigail.
Dans son autobiographie, Call Me Crazy, elle raconte avoir été violée par son père de sa naissance jusqu'à ses douze ans. Lors de ces agressions, il lui transmet un herpès vaginal. En 1983, son père meurt du sida, peu de temps après avoir révélé son homosexualité. La même année, son frère aîné, Nate, lui aussi acteur, se tue dans un accident de voiture quelques mois avant la remise des diplômes du lycée, accident que sa sœur assimile à un suicide.

### Carrière
Sa carrière débute à douze ans comme choriste dans un café-théâtre. Un découvreur de talents la remarque à quinze ans alors qu'Anne Heche joue en amateur au théâtre de son lycée. Elle refuse d'abord un engagement dans la série As the World Turns pour continuer à soutenir sa famille[réf. nécessaire].
Finalement à dix-sept ans, après l'obtention de son diplôme, elle part à New York pour jouer dans Another World le rôle des deux jumelles Vicki Hudson Frame et Marley McKinnon. Son interprétation pendant quatre ans dans la série lui vaut un Daytime Emmy Award en 1991. Elle quitte la série la même année pour se lancer dans le cinéma.

#### Succès au cinéma
Anne Heche joue dans Mariage ou Célibat en 1996, puis dans La Jurée aux côtés de Demi Moore. Mais c'est le rôle de l'épouse de Joseph D. Pistone (interprété par Johnny Depp) dans Donnie Brasco qui lui attire les louanges de la critique[Qui ?]. On la retrouve ensuite dans Volcano aux côtés de Tommy Lee Jones, dans le film d'horreur Souviens-toi... l'été dernier, puis sa prestation dans le film Des hommes d'influence de Barry Levinson avec Robert De Niro et Dustin Hoffman lui vaut le National Board of Review Award pour le meilleur second rôle féminin. Elle tourne ensuite successivement dans Six jours, sept nuits avec Harrison Ford, Psycho (remake du célèbre film d'Alfred Hitchcock) de Gus Van Sant avec Vince Vaughn et Julianne Moore, sans oublier Loin du paradis où elle retrouve Vince Vaughn dans une nouvelle version du film français Force majeure et également dans John Q aux côtés de Denzel Washington.
Elle fait ensuite ses débuts à Broadway en 2002 dans Proof, le drame écrit par David Auburn, crédité d'un Tony Award. Elle reçoit les éloges des critiques[réf. nécessaire] de théâtre et la pièce reste dans les annales récentes parmi celles ayant été jouées le plus longtemps[réf. nécessaire], hors comédie musicale. Elle récidive en 2004 aux côtés d'Alec Baldwin, avec une reprise de la comédie Train de luxe dans le rôle de Lily Garland, initialement créé au cinéma par Carole Lombard en 1934. Sa prestation lui vaut une nomination pour les Tony Awards.

#### Retour à la télévision

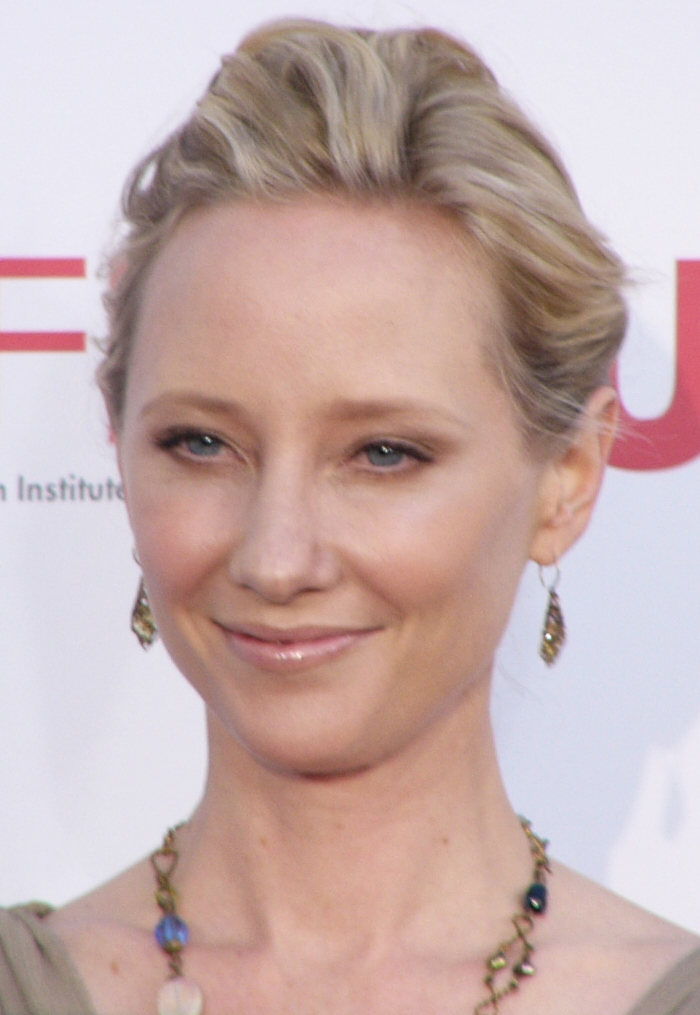
Anne Heche en 2007.

Moins sollicitée par le cinéma où elle n'arrive plus à retrouver le succès, Anne Heche se tourne vers la télévision et enchaîne les participations en tant qu'invitée vedette dans différentes séries télévisées (Ally McBeal en 2001, Everwood (2004), Nip/Tuck (2005), ainsi que dans des téléfilms, dont Les Fantômes de l'amour (2005), Un Noël à New York (2005), Fatal Desire (2006) et surtout Le Choix de Gracie (Gracie's Choice) avec Kristen Bell. Son interprétation d'une mère abusive et droguée lui vaut en 2004 une nomination aux Emmy Awards.
De 2006 à 2008, elle est l'héroïne de la série Men in Trees : Leçons de séduction, où elle joue le rôle d'une conseillère en relation qui, après avoir appris que son fiancé la trompait, se retrouve bloquée dans une petite ville en Alaska remplie d'hommes célibataires.
En 2020, elle participe à la saison 29 de l'émission Dancing with the Stars.

### Vie privée

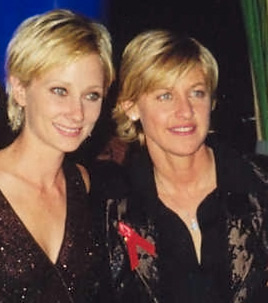
Anne Heche (à gauche) et Ellen DeGeneres en 1997.

Anne Heche annonce en 1997 sa relation avec Ellen DeGeneres et vivra avec elle pendant trois ans et demi.
Elle épouse en 2001 Coleman Laffoon avec lequel elle a un fils, Homer. Le couple se sépare fin 2007 et divorce en 2009. La même année, elle donne naissance à un autre fils, Atlas, issu de sa relation avec son nouveau compagnon, James Tupper. En 2018, elle annonce leur séparation.
En avril 2019, Anne Heche fréquente l'acteur Thomas Jane, qu'elle avait rencontré sur le tournage de la série Hung dix ans auparavant et qu'elle retrouvera durant la production du film The Vanished. Ils se séparent au cours de l'année 2020.
Au moment de son décès, on la disait en couple avec la designer Ami Goodheart, avec laquelle elle posait régulièrement sur les réseaux sociaux.

### Mort
Le 5 août 2022, Anne Heche est victime d'un grave accident de voiture à Los Angeles. Au volant d'une Mini Clubman bleue, elle percute le garage d'un immeuble puis, après avoir redémarré le véhicule, une villa. Lors de cette deuxième collision, la voiture prend feu. Une soixantaine de pompiers sont mobilisés pendant plus d’une heure pour lui venir en aide. 
Pendant qu'elle est sous coma artificiel, elle est visée par une enquête pour conduite en état d'ivresse ou sous l'emprise de stupéfiants (« driving under the influence » ou DUI). Quelques jours après les faits, sa famille annonce qu'elle est toujours dans le coma et qu’elle ne s'attend pas à ce qu’elle survive à une lésion cérébrale anoxique sévère. Plus aucune activité cérébrale n'étant constatée, son décès est prononcé, selon la loi californienne, le 11 août 2022,. Le corps d'Anne Heche est incinéré et ses cendres sont déposées dans un mausolée au Hollywood Forever Cemetery le 23 août suivant,,,.

## Théâtre
- 2002 : Proof de David Auburn : Catherine
- 2004 : Train de luxe : Lily Garland (inspiré du film éponyme de 1934)

## Filmographie

### Comme actrice

#### Cinéma
- 1993 : An Ambush of Ghosts : Denise
- 1993 : Les Aventures de Huckleberry Finn (The Adventures of Huck Finn) de Stephen Sommers : Mary Jane Wilks
- 1994 : La Petite Star (I'll Do Anything) de James L. Brooks : Claire
- 1994 : La Surprise (Milk Money) de Richard Benjamin : Betty
- 1994 : Le Cadeau du ciel (A Simple Twist of Fate) de Gillies MacKinnon : Tanny's Playmate
- 1995 : Wild Side de Donald Cammell : Alex Lee / Johanna
- 1995 : Pie in the Sky de Bryan Gordon : Amy
- 1996 : Mariage ou Célibat (Walking and Talking) de Nicole Holofcener : Laura
- 1996 : La Jurée (The Juror) de Brian Gibson : Juliet
- 1997 : Donnie Brasco de Mike Newell : Maggie Pistone
- 1997 : Volcano de Mick Jackson : Dr. Amy Barnes
- 1997 : Souviens-toi... l'été dernier (I Know What You Did Last Summer) de Jim Gillespie : Melissa 'Missy' Egan
- 1997 : Des hommes d'influence (Wag the Dog) de Barry Levinson : Winifred Ames
- 1998 : Six jours, sept nuits (Six Days Seven Nights) d'Ivan Reitman : Robin Monroe
- 1998 : Loin du paradis (Return to Paradise) de Joseph Ruben : Beth Eastern
- 1998 : Psycho de Gus Van Sant : Marion Crane
- 1999 : Au cœur du miracle (The Third Miracle) : Roxane
- 2000 : Auggie Rose : Lucy
- 2001 : Prozac Nation d'Erik Skjoldbjærg : Dr. Sterling
- 2002 : John Q de Nick Cassavetes : Rebecca Payne
- 2004 : Birth de Jonathan Glazer : Clara
- 2004 : Sexual Life de Ken Kwapis : Gwen
- 2006 : Suffering Man's Charity d'Alan Cumming : Helen
- 2006 : What Love Is de Mars Callahan : Laura
- 2007 : Superman : Le Crépuscule d'un dieu : Loïs Lane (animation, vidéo)
- 2008 : Cieux toxiques (Toxic Skies) d'Andrew C. Erin (en) : Dr Tess Martin
- 2009 : Toy Boy (Spread) de David Mackenzie : Samantha
- 2010 : Very Bad Cops (The Other Guys) d'Adam McKay : Pamela Boardman (non créditée)
- 2011 : Bienvenue à Cedar Rapids (Cedar Rapids) de Miguel Arteta : Joan Ostrowski-Fox
- 2011 : Rampart d'Oren Moverman : Catherine
- 2012 : That's What She Said de Carrie Preston : Dee Dee
- 2012 : Black November de Jeta Amata : Barbra
- 2012 : Arthur Newman de Dante Ariola : Mina Crawley
- 2013 : Les Portes de l'enfer : La Légende de Stull (Nothing Left to Fear) d'Anthony Leonardi III : Wendy
- 2015 : Joker (Wild Card) de Simon West : Roxy
- 2016 : Opening Night d'Isaac Rentz : Brooke
- 2016 : Catfight de Onur Tukel : Ashley
- 2017 : Adorables Ennemies de Mark Pellington : Elizabeth
- 2017 : My Friend Dahmer de Marc Meyers : Joyce Dhamer
- 2017 : Riposte armée de John Stockwell : Riley
- 2019 : The Best of Enemies de Robin Bissell : Mary Ellis
- 2020 : The Vanished de Peter Facinelli : Wendy
- 2021 : 13 Minutes de Lindsay Gossling : Tammy
- 2023 : Supercell de Herbert James Winterstern : Quinn

#### Télévision

##### Téléfilms
- 1992 : O Pioneers! : Marie
- 1994 : Les Révoltés d'Attica (Against the Wall) : Sharon
- 1994 : Girls in Prison : Jennifer
- 1994 : The Investigator : Lucinda
- 1995 : Kingfish : La vie de Huey P. Long (en) (Kingfish: A Story of Huey P. Long) : Aileen Dumont
- 1996 : If These Walls Could Talk : Christine Cullen (partie « 1996 »)
- 1997 : Subway Stories (en) : la fille enceinte (partie « Manhattan Miracle »)
- 2000 : One Kill : capitaine Mary Jane O'Malley
- 2004 : Le Choix de Gracie (Gracie's Choice) : Rowena Lawson
- 2004 : Les Fantômes de l'amour (The Dead Will Tell) : Emily Parker
- 2005 : Un Noël à New York (Silver Bells) : Catherine O'Mara
- 2006 : Aux limites de la passion (Fatal Desire) : Tanya Sullivan
- 2011 : Le Combat de ma fille (Girl Fight) : Melissa
- 2016 : Une nouvelle tradition pour Noël (Looks Like Christmas) : Carol Montgomery (Christmas Carol)

##### Séries télévisées
- 1988-1992 : Another World : Marley Love Hudson McKinnon (alias Marnie Stone) no 2 (1988) / Victoria « Vicky » Hudson Frame Harrison McKinnon (alias Vicky Carson) no 3 (1988-1992)
- 2001 : Ally McBeal : Melanie West (saison 4 épisodes 9-15)
- 2005 : Everwood : Amanda Hayes (saison 3 épisodes 5-6 et 8-15)
- 2005 : Nip/Tuck : Nicole Morretti (saison 3 épisodes 7-9)
- 2005 : Les Héros d'Higglyville : Gloria la serveuse (animation, 2 épisodes)
- 2006 : Men in Trees : Leçons de séduction : Marin Frist (saisons 1 et 2)
- 2007 : Masters of Science Fiction : Martha van Vogels (saison 1 épisode 2 : Jerry Was a Man)
- 2009-2011 : Hung : Jessica Haxon (30 épisodes)
- 2012 : Save Me : Beth Harper
- 2013 : Adventure Time : Cherry Cream Soda (voix)
- 2013 : The Michael J. Fox Show : Susan Rodriguez Jones
- 2014 : La Légende de Korra : Suyin Beifong (voix - livres 3 et 4)
- 2015 : Dig : Lynn Monahan (saison 1)
- 2015 : Quantico : Dr Susan Langdon (saison 1 - épisode 9)
- 2016 : Aftermath (en) : Karen Copeland (saison 1)
- 2017 : The Brave : Patricia Campbell
- 2019 : Chicago Police Department : Katherine Brennan (saison 6)
- 2021-2023 : All Rise[18] : Corrine Cuthbert (6 épisodes)

### Comme réalisatrice
- 2000 : Sex Revelations, segment 2000
- 2001 : Ellen De Generes: American Summer Documentary (documentaire)
- 2001 : On the Edge (téléfilm)
- 2001 : Reaching Normal

### Comme scénariste
- 1998 : Stripping for Jesus
- 2000 : Sex Revelations, segment 2000
- 2001 : On the Edge (téléfilm)

### Comme productrice
- 2004 : Les Fantômes de l'amour (téléfilm)
- 2013 : Save Me (série)
- 2014 : Bad Judge (série)

## Publication
- (en-US) Call Me Crazy: A Memoir, Washington Square Press, 2001.

## Distinctions

### Récompenses
- Soap Opera Digest Awards 1989 : Meilleure jeune actrice pour Another World
- Daytime Emmy Awards 1991 : Meilleure jeune actrice dans une série dramatique pour Another World
- Soap Opera Digest Awards 1992 : Meilleure actrice pour Another World
- NBR Awards 1997 : Meilleure actrice dans un second rôle pour Des hommes d'influence
- Lucy Awards 2000 : Meilleure distribution pour Sex Revelations, partagé avec Sharon Stone, Michelle Williams, Cher, Jennifer Todd, Suzanne Todd, I. Marlene King, Jane Anderson, Nancy Savoca

### Nominations
- Daytime Emmy 1989 : Meilleure jeune actrice dans une série dramatique pour Another World
- Saturn Awards 1999 : Meilleure actrice dans un second rôle pour Psycho
- Csapnivaló Awards 2000 : Golden Slate de la meilleure actrice pour Loin du paradis
- Emmy Awards 2004 : Meilleur second rôle féminin dans une mini-série ou un film pour Le Choix de Gracie
- Tony Awards 2004 : Meilleure actrice dans une pièce pour Train de luxe
- Saturn Awards 2005 : Meilleure actrice à la télévision pour Les Fantômes de l'amour

## Voix francophones
En version française, Anne Heche est notamment doublée à deux reprises dans les années 1990 par Juliette Degenne dans La Jurée et Psycho, ainsi que par Céline Monsarrat dans Des hommes d'influence et Six jours, sept nuits. À titre exceptionnel, elle est également doublée par Véronique Rivière dans Les Aventures de Huckleberry Finn, Odile Schmitt dans La Surprise, Magali Barney dans If These Walls Could Talk, Marine Jolivet dans Volcano, Sophie Arthuys dans Souviens-toi... l'été dernier, Marie-Laure Dougnac dans Loin du paradis et Rafaèle Moutier dans Donnie Brasco.
À partir de son apparition en 2001 dans Ally McBeal, Virginie Ledieu devient sa voix la plus régulière. Elle la retrouve notamment dans Everwood, Nip/Tuck, Men in Trees : Leçons de séduction, Very Bad Cops, Rampart, Arthur Newman ou encore Catfight.
Céline Monsarrat la retrouve en 2002 et 2004 dans John Q et Birth, puis en 2016 dans Opening Night. France Renard la double dans What Love Is, tandis que Audrey Lamy est sa voix dans Toy Boy. Rafaèle Moutier la retrouve en 2015 dans Dig puis en 2016 dans Aftermath (en). Enfin, Laurence Dourlens, la double dans Hung et Quantico mais aussi Nathalie Hons dans Supercell.
En version québécoise, Anne Heche est principalement doublée par Linda Roy qui est sa voix dans Donnie Brasco, John Q, La Naissance, L'As de Vegas et Riposte armée . Lisette Dufour la double à trois reprises dans Des hommes d'influence, Six jours, sept nuits et Le Troisième Miracle, tandis qu'elle est doublée à titre exceptionnel par Élizabeth Lesieur dans Les Aventures de Huck Finn, Marie-Andrée Corneille dans La Jurée, Johanne Garneau dans Le Pacte du silence et Viviane Pacal dans Aftermath.